# Энисели
Энисели (груз. ენისელი) — село в Грузии. Находится в восточной Грузии, в Кварельском муниципалитете края Кахетия. Расположено в междуречье рек Чельти и Инцоба, на высоте 440 метров над уровнем моря. От города Кварели располагается в 24 километрах. По результатам переписи 2014 года в селе проживало 1424 человека. В Энисели есть средняя школа имени Ильи Шавердошвили.